# Die Mediation
Die Mediation (ehemals: Die Wirtschaftsmediation) ist eine interdisziplinäre Fachzeitschrift, die das Thema Mediation aus verschiedenen Blickwinkeln beleuchtet. Herausgegeben wird die Zeitschrift vom Steinbeis-Beratungszentrum Wirtschaftsmediation, verlegt über die Steinbeis-Edition. Sie ist in zahlreichen deutschen Hochschulbibliotheken archiviert.

## Inhalt
Das Magazin beschäftigt sich mit verschiedenen Aspekten von außergerichtlicher Konfliktlösung und Mediation. Themen sind Wirtschaftsmediation, Familienmediation, Kommunikation, Konfliktmanagement und Bürgerbeteiligung. Jede Ausgabe ist einem Schwerpunktthema gewidmet, wobei Experten aus dem jeweiligen Fachgebiet zu Wort kommen.

## Geschichte
Das Fachmagazin erschien erstmals im Juni 2012 unter dem Titel Die Wirtschaftsmediation und wurde 2016 in Die Mediation umbenannt. Mit der Namensänderung ging eine Erweiterung des Themenspektrums einher.

## Redaktionsbeirat
- Sosan Azad
- Markus Fürgut
- Philipp Glinka
- Klaus Harnack
- Karlheinz Kutschenreiter
- Thomas Lapp
- Viktor Müller
- André Niedostadek
- Michael Plassmann
- Peter M. Wald
- Christa D. Schäfer

## Erscheinungsform
Die Zeitschrift wird mit einer Auflagenstärke von 13.000 Exemplaren und in über 3.300 Verkaufsstellen im deutschsprachigen Bereich verbreitet.
- Heftformat: 210 mm breit × 297 mm hoch
- Satzspiegel: 175 mm breit × 242 mm hoch
- Anschnittformat: Heftformat zzgl. Beschnnittbreite 3 mm
- 4/4-fbg. Euroskala, Bogenoffset,
- 2-Klammern-Rückstichheftung